# Pioc de Denham
El pioc de Denham (Neotis denhami) és una espècie de gran ocell de la família dels otídids (Otididae) que habita sabanes d'Àfrica Subsahariana des del sud de Mauritània, Senegal i Guinea cap a l'est fins a l'oest d'Etiòpia, la República Democràtica del Congo, Uganda i Kenya, més al sud, al sud d'Angola, nord de Namíbia, Zàmbia, Zimbàbue i Moçambic, i també a Sud-àfrica.